# جعفر الخفاف
جعفر الخفاف (1955 -) هو ملحن ومؤلف موسيقي عراقي من محافظة النجف. له أثره الواضح في مسيرة الأغنية العراقية الحديثة. غنى من ألحانه معظم المطربين العراقيين. عرف عنه سرعة كتابة النوتة الموسيقية دون استخدام آلة موسيقية، بالإضافة إلى أنه شاعر كتب الشعر العمودي الفصيح والشعر الشعبي العراقي، حيث أقام أكثر من أمسية شعرية في أكثر من مكان وكانت أول هذه الأماسي في دولة الإمارات العربية المتحدة - إمارة أبو ظبي - قاعة المجمع الثقافي.
وضع جعفر الخفاف ألحاناً لكثير من المسرحيات وله أعمال كثيرة قدمها للسينما والتلفزيون والمسرح والإذاعة وأعمال في مجال الفرق الموسيقية والإنشادية. لحّن أعمالاً أدبية وإنسانية رائعة لعمالقة الشعر والأدب في التأريخ البشري، ومنهم شاعر ألمانيا الأكبر غوتة والشاعر يواخيم ساتوريوس والشاعر السويدي الحائز على جائزة نوبل توماس ترانسترومر، والشاعر الفرنسي أراغون المتأثر بقيس ابن الملوح مجنون ليلى، ورابندرانات طاغور الشاعر الهندي الذي حاز على جائزة نوبل في بداية القرن العشرين، والروسي بوشكين، وبابلو نيرودا من تشيلي.
* جعفر الخفاف لحن مجموعة كبيرة من الأغاني لمعظم المطربات والمطربين العراقيين مثل فاضل عواد، ورياض أحمد، وكاظم الساهر، وسعدون جابر، وحسين نعمة، ومحمود أنور، وقاسم السلطان، ورضا الخياط، وصلاح عبد الغفور، وحميد منصور، وسيتا هاكوبيان، وفريدة، وأنوار عبد الوهاب، وعلي العيساوي، ومهند محسن، وعبد فلك، وسعاد عبد الله، وصباح السهل، وسعدي البياتي، وغزلان، وسهى عبد الأمير، رعد العربي، رياض منصور، وأحمد نعمة، سيناء، وكريم محمد، وعادل جواد، وفيصل حمادي، وعلاء البغدادي، وعارف محسن وغيرهم.
كما لحّن أيضاً لمطربين عرب مثل محمد قنديل، وسوزان عطية من مصر، وعاصي الحلاني وسميرة توفيق من لبنان ومالك ماضي وبشارة الربضي ومصطفى شعشاعة ومنى حداد ومحمد أبو غريب وسهير عودة ومحمد خير وسميرة العسلي وجهاد سركيس وغيرهم من الأردن، ونصر بن علي من تونس ورباب ونوال من الكويت... كما غنت له السويدية تيريزا أولسون والمطرب السويدي الإيراني الأصل بهرانك ميري.

## موسيقاه التصويرية وألحانه في السينما والتلفزيون والإذاعة
- الموسيقى التصويرية والمقدمة الغنائية لمسلسل نادية (شجاها الناس) غناء الفنان كاظم الساهر.
- مسلسل صانع السيوف للمخرج علي الأنصاري.
- مسلسل أرض الرجال للمخرج فلاح زكي.
- فيلم حكاية للمدى غناء الفنان سامي عبد الحميد إخراج بسام الوردي وقد فاز بالجائزة الأولى في مهرجان الفيلم العراقي سنة 1979 في بغداد.
- مسلسل المزارع الصغير (الأردن) إخراج محمد حينا.
- مسلسل شباب الغد (الأردن) للمخرج جمال الدجاني.
- مسرحية سيب النساء للمخرج السويدي Karl Duner لمسرح مدينة هيلسنغبورغ في جنوب السويد.
- مسرحية (مع الاحتفاظ بالشرف)بطولة النجم العراقي الدكتور أياد حامد للمخرج السويدي Sven.S.Holm للمسرح النسوي في مدينة لوند في جنوب السويد.

## في مجال الفرق الموسيقية والإنشادية
أسس جعفر الخفاف فرقة «زرياب» الموسيقية المكونة من تسعة وثلاثين عازفا موسيقيا عام 1978 وهي الفرقة العربية الوحيدة في الوطن العربي في ذلك الوقت التي كان عازفو الوتريات فيها يقرؤون القوس مع النوتة الموسيقية... كما يحدث في فرق الأوركسترا السيمفونية. وقد قدمت الفرقة برنامجا للهواة في تلفزيون العراق لعامين متتاليين.
ويعتبر الخفاف من مؤسسي فرقة «الموشحات العراقية» وقدم لها عدد كبير من الألحان والموشحات كما كان المشرف الفني للفرقة من عام 1978 لغاية عام 1984 بعد الموسيقار روحي الخماش حيث شاركت الفرقة في العديد من المهرجانات منها مهرجان قرطاج في تونس ومهرجان جرش في المملكة الأردنية الهاشمية.
- أسس الخفاف فرقة «البيت الثقافي العمالي» في بغداد عام 1979 وقدمت الفرقة مجموعة كبيرة من الأعمال الفنية.
- أسس مكتب «جعفر الخفاف» لتعليم الموسيقى والغناء في بغداد الذي تخرج منه كثير من العازفين والمغنين ومنهم الملحن المبدع حميد بدر، وكذلك عازف الأورغ أدمون إيليا.
- أسس فرقة «الطلبة الإنشادية» في بغداد وقدمت الكثير من الأعمال لتلفزيون بغداد.

## في مجال النشاط العربي والعالمي
- شارك في الملتقى الثقافي الطلابي للطلبة العرب في برلين عام 1977 وقد فاز بالجائزة الأولى.
- شارك في مهرجان «أيـــام برلين للموســيقى» عام 1989 في ألمانيا الديمقراطية – سابقا – بإلقاء محاضرة عن (التنويعات اللحنية في الأغنية العراقية) ونماذج عن الموسيقى العربية عامة وخصوصيات الموسيقى العراقية والأغنية.
- شارك في مهرجان «القاهرة الدولي الأول» للأغنية في عام 1995 بأغنية (لا لا تحملني) من شعر نزار جواد وألحانه وتوزيعه وغناء نقيب الفنانين الأردنيين مالك ماضي.
- شارك في الأسابيع الثقافية العراقية في كل من: مصر – الجزائر – سوريا – بريطانيا وتحدث فيها عن الموسيقى الشرقية عموما والعربية والعراقية منها على وجه الخصوص.
- شارك في إحياء الليالي العراقية في ألمانيا بدعوة من معهد «غوته» في مدن ميونيخ – فايمر– برلين – روستوك _ فارنمندة _ حيث قدم فيها ألحانا لقصائد شاعر ألمانيا الأكبر «غوته» وخصوصا قصيدة (زليخة) التي يذكر فيها اسم بغداد !! والشاعر يواخيم ساتوريوس والشاعران العراقيان «بدر شاكر السياب» و«محمد مهدي الجواهري».
- شارك في مهرجان موسم الفني العالمي الذي يقام سنويا في مدينة بروكسل في بلجيكا.
- أعطى محاضرات في الغناء العربي لنجوم الخليج العربي في دبي.
- يكاد يكون جعفر الخفاف هو الملحن العربي الوحيد الذي لحن أعمالا أدبيه وإنسانية رائعة لعمالقة الشعر والأدب في العالم... ومنهم شاعر ألمانيا الأكبر غوتة حيث لحن له قصيدة يذكر فيها اسم بغداد الحبيبة !! ... والشاعر الألماني يواخيم ساتوريوس...الشاعر السويدي توماس ترانسترومر الحائز على جائزة نوبل للآداب لعام 2011 ... الشاعر الفرنسي أراغون المتأثر بمجنون ليلى !!! رابندرانات طاغور من الهند الحائز على جائزة نوبل للآداب... بوشكين من روسيا.... بابلو نيرودا من تشيلي...
- ومنذ عام 2007 ولحد الآن شارك في عدة أماسي موسيقية وثقافية في عدد من المدن السويدية منها المهرجان العالمي للموسيقى في مدينة ماريانا لوند والمهرجانات الثقافية المقامة في مؤسسة هيليا بارك في مدينة مالمو- جنوب السويد وغيرها الكثير.
- شكل مع الموسيقار السويدي Pär Moberg ومجموعة من الموسيقيين السويديين والدانماركيين والأجانب فرقة World Mix Orchestra والتي تغير إسمها إلى فرقة المسكوف Al mazguf ensemble med Jafar Alkhaffaf وذلك بعد أن زاروا العراق عام 2013 وعزفوا على المسرح الوطني في بغداد وتناولوا سمك المسقوف على نهر دجلة في الجادرية !!
- كتب الخفاف نوتات موسيقية مزاوجة بين الشرق والغرب وقد عزفها هؤلاء الموسيقيون السويديون ومعهم دانماركيون وألمان ومن أمريكا اللاتينية ومن ضمن ما كتب لهم من النوتات موشح أندلسي من الموشحات الصعبة، بإيقاع صعب ومن مقام الرست العربي... وقد تألقت هذه المجموعة السويدية في عزفه مع الخفاف وبشكل رائع... كما قدم الخفاف مؤخرا عرضا موسيقيا مزدوجا مع فرقة الأوركسترا السيمفونية لمدينة Malmö السويدية مع فرقته (المسكوف) في نفس المسرح وفي نفس الوقت على مسرح دار الأوبرا في المدينة وذلك في عام 2011.
- لقد اصطحب جعفر الخفاف الفرقة في عام 2013 إلى بغداد حيث قدمت الفرقة ليلة من أجمل ليالي بغداد (بشهادة كل وسائل ورجال الثقافة والاعلام) ففي تلك الليلة قدمت الفرقة مقاما عراقيا وموشح أندلسي وجورجينا ورقصة الجوبي العراقية، هذا الحفل كان من ضمن فعاليات بغداد عاصمة الثقافة العربية.

## الجوائز والشهادات التقديرية
- عام 1975 حصل على الجائزة الأولى عن أغنية «حمامة السلام» في مهرجان الأغنية السياسية الأول في بغداد وهي بصوت الفنان رضا الخياط ومن شعر الشاعر كريم راضي العماري.
- عام 1976 حصل على الجائزة الأولى عن أغنية «اسمك عربي» بصوت الفنان قحطان العطار في بغداد ومن شعر كريم راضي العماري أيضا.
- عام 1977 نال الجائزة الأولى عن أغنيته (مرحى) التي غناها بصوته في الملتقى الثقافي العربي في برلين.
- عام 1989 حصل على الجائزة الأولى عن أغنية «آن الأوان» التي غناها الراحل رياض أحمد.
- عام 1994 فازت أغنية «الشمس شمسي» من ألحانه وغنائه بالمركز الأول باستفتاء الأغاني في تلفزيون بغداد.
- عام 2001 حصل على الجائزة الأولى في مهرجان «الإسكندرية لأغاني الانتفاضة الفلسطينية» في مصر بأغنية «الثأر يا قدس» من شعر كريم العراقي وهي من ألحانه وتوزيعه وغناء الفنان الفلسطيني وائل اليازجي.
- في استفتاء شعبي أعتبرت أغنية مرة ومرة التي غناها الفنان الراحل رياض أحمد من أجمل أغاني القرن العشرين والأغنية موجودة بأصوات 68 مطرب ومطربة عراقيون.
- فازت أغنيته الوطنية الشمس شمسي في استفتاء شعبي كأجمل أغنية وطنية في العراق.

## من أعماله الفنية المعروفة
- كاظم الساهر: شجاها الناس، خليني ساكت، لا ترحلي.
- سعدون جابر: غريبة، خايف، نحب لو ما نحب، أقراك، غنيت كل الغنه.
- فاضل عواد: عاش من شافك، سهارى، صحيح تريد.
- سيتا هاكوبيان: دار الزمان وداره، شراع ومرسى، ما إله حدود، صعبة يا حبيبي.
- رياض أحمد: بالله سلم سلام، آن الأوان، مجرد كـلام، مرة ومرة، تعتب علي، تريد الصدك لولاله، تركتيني، أنه آسف، عرفت روحي أنه، شعرها الذهب، خذني الهوى بارح.
- محمود أنور: بعدها الروح، حيل وياك، منين أجيبك يا صبر، ليش حسدوني، دقت الساعة 12، تجربة كانت.
- حسين نعمة: تحياتي، شكد صار اعرفك، يغربة، قتلي اعتمد، البارحة مدعوين.
- رضا الخياط: والله والله لو مشوا، أحرق بروحي حرق، مستحيل، بين العصر والمغرب، درب الصبر، بعدج زغيرة عالسهر، وغيرها.
- صلاح عبد الغفور: خسرتك يا حبيبي، تهانينا يا أيام، فرصة سعيدة، الرحيل، إنت والأيام، سامحني هذا حدي، إذا إنت بعدت عني، والله لو ما أنت، لو بالدمع.